# Olga Roebtsova

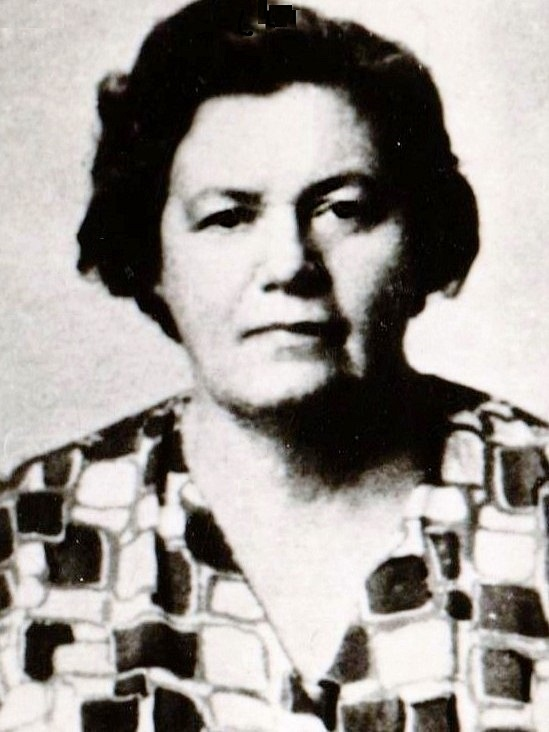
Olga Roebtsova

Olga Nikolajevna Roebtsova (Russisch: Ольга Николаевна Рубцова) (Moskou, 20 augustus 1909 - aldaar, 13 december 1994) was een Russisch schaakster en wereldkampioen bij de vrouwen.
Roebtsova kwam uit een familie waar veel geschaakt werd. In 1927 werd ze kampioen bij de dames in de USSR, een titel die ze ettelijke malen prolongeerde. In 1953 werd ze kampioen van Moskou. In 1956 werd ze wereldkampioen door een driekamp met Jelizaveta Bykova en Ljoedmila Roedenko te winnen. In 1958 moest ze die titel weer aan Bikova afstaan. In 1976 werd Roebtsova FIDE grootmeester.